# شاتو دانه

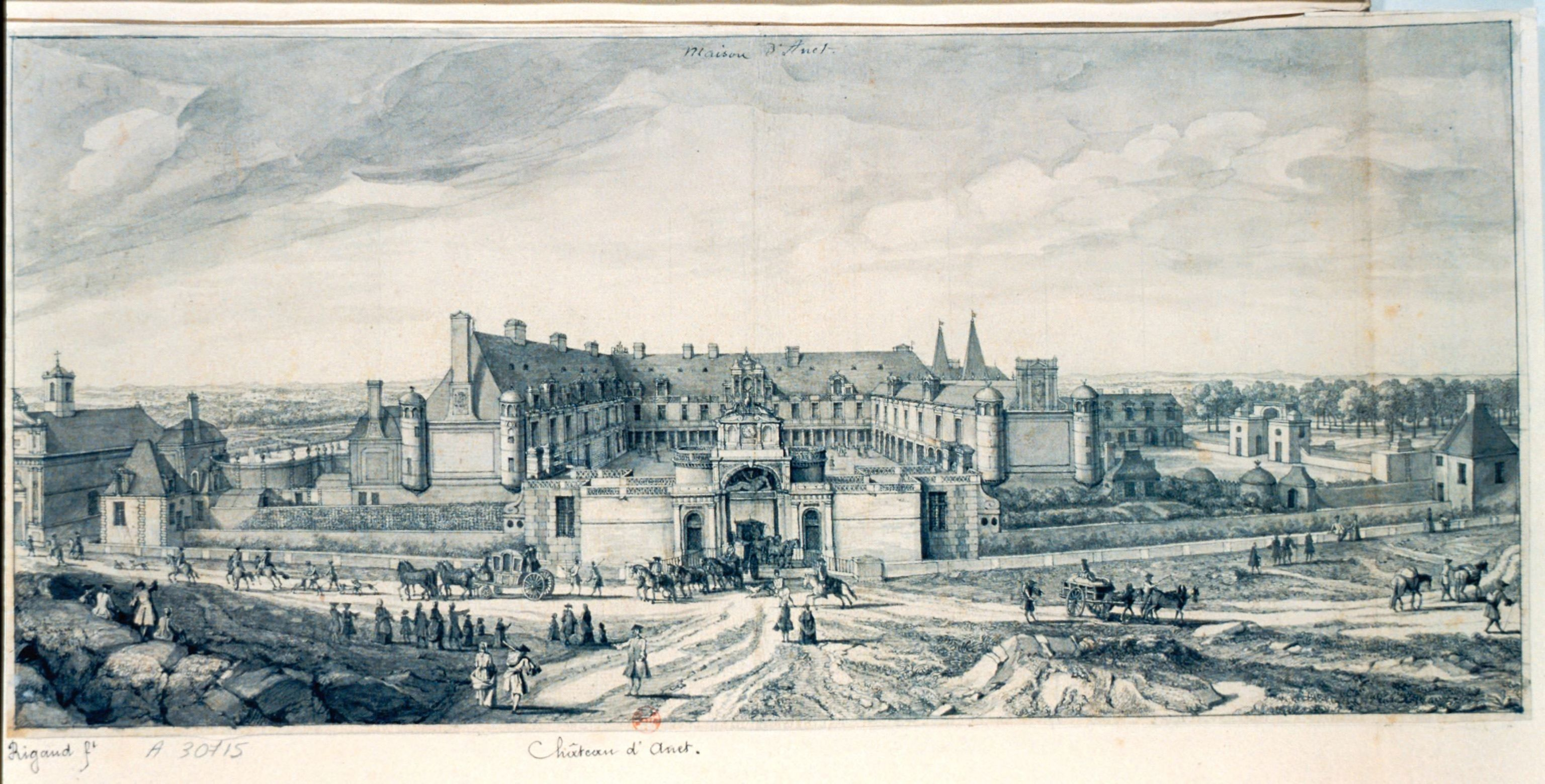
دانه در قرن هجدهم

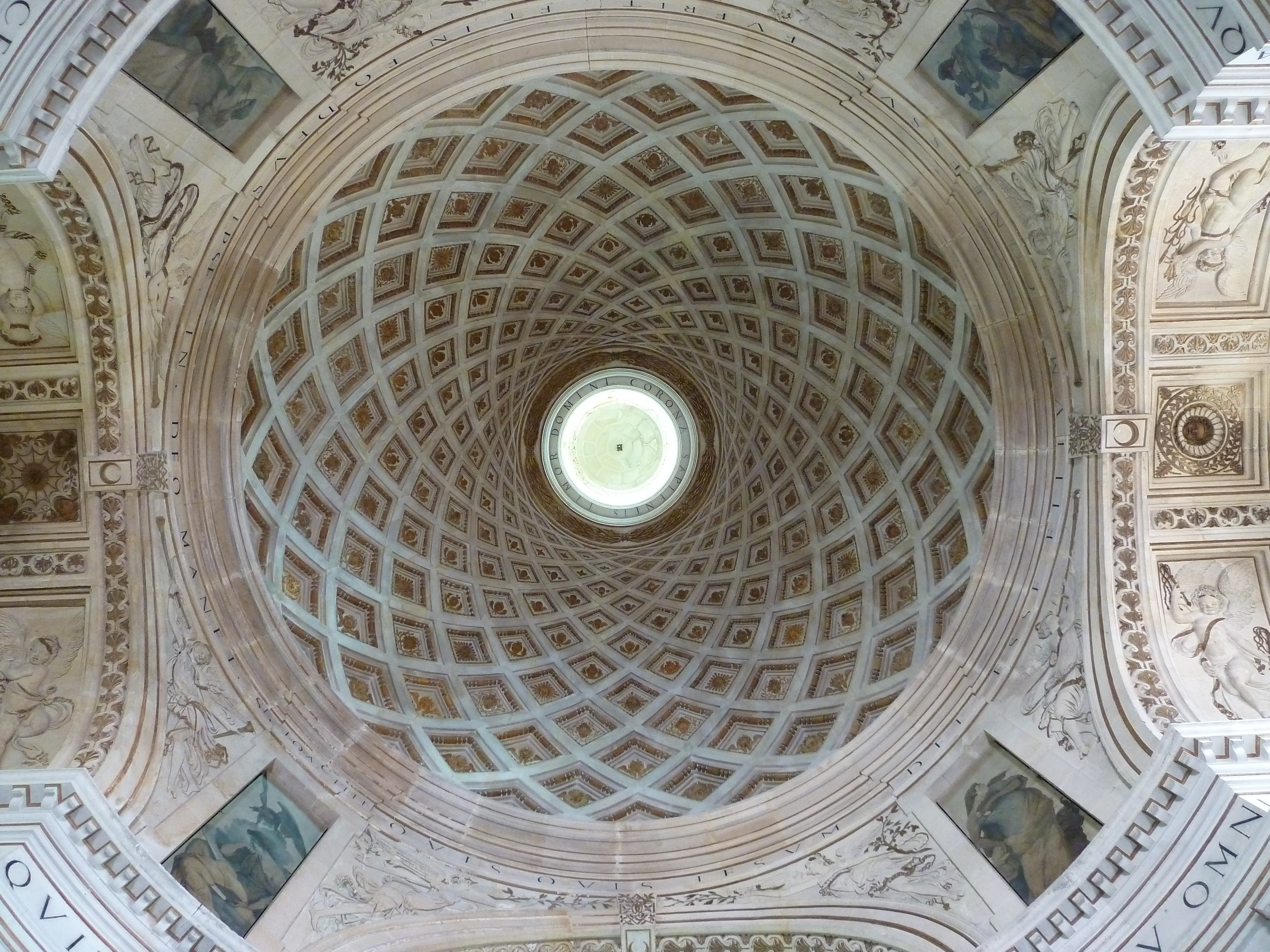
گنبد نمازخانه

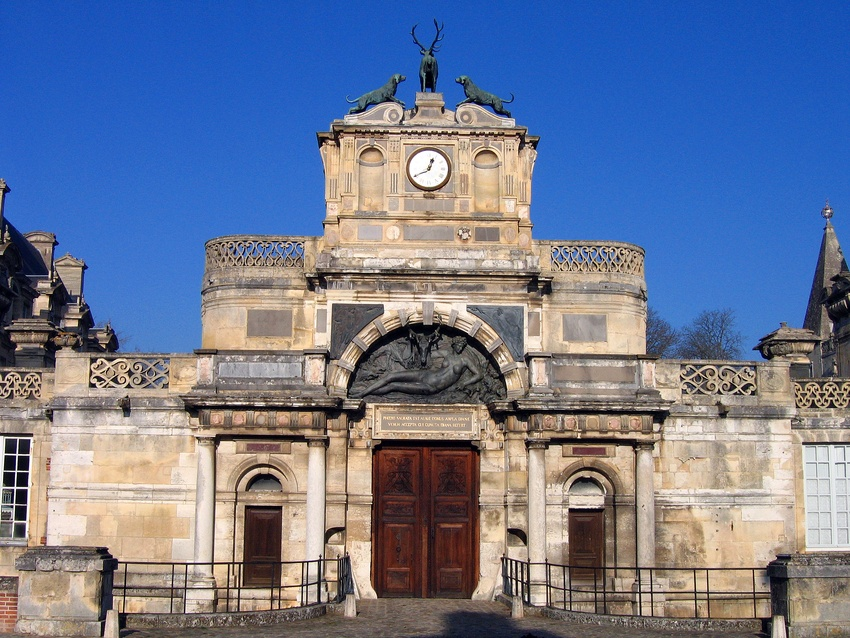
ورودی

شاتو دانه (فرانسوی: Château d'Anet‎) شاتویی در نزدیکی شهر درو در دپارتمان اور-ا-لوآر فرانسه است. این بنا را معمار فرانسوی فیلیبرت دولورم بین سال‌های ۱۵۴۷ تا ۱۵۵۲ برای دیان دو پوآترز معشوقهٔ آنری دوم ساخت. این شاتو برای نمای خارجی‌اش به‌ویژه مجسمهٔ دیان دو پوآترز در هیبت دیانا الههٔ شکار مورد توجه قرار گرفته‌است.